# Tephrosia oblongata
Tephrosia oblongata är en ärtväxtart som beskrevs av George Bentham. Tephrosia oblongata ingår i släktet Tephrosia och familjen ärtväxter. Inga underarter finns listade i Catalogue of Life.